# Ingenious Minds
Ingenious Minds est une série de documentaires télévisés qui a débuté aux États-Unis en 2010, présentant des savants. Ils ont été diffusés sur Science Channel, une partie de Discovery Communications, chaque épisode durant 30 minutes.

## Saison 1 (2010-2011)
1. Jon Sarkin
2. Rex Lewis-Clac
3. George Widener
4. Derek Amato
5. John Robison
6. Robert Gagno
7. Alonzo Clemons
8. Temple Grandin